# カッシン級駆逐艦
カッシン級駆逐艦（英語: Cassin-class destroyers）は、アメリカ海軍の駆逐艦の艦級。本級は4隻が建造され、第一次世界大戦においては船団護衛に従事した。

## 設計
先行する1906年～1910年度計画艦がいずれも700トン型であったのに対し、本級では、耐航性の向上および航続距離の延伸を図って、艦型を1,000トン型に拡大した。船首楼船型はそのままに艦首高さを増し、船体中央にわずかながらタンブルフォームを付し、ビルジキールを極力下げている。
主機関としては、パーソンズ式直結蒸気タービンによる2軸推進方式が採用された。右舷軸に高圧タービンと後進タービンをタンデムに配し、左舷軸には低圧タービン（後進タービン内蔵）を配している。また、このような直結タービン方式では低速航行時の推進効率が悪いことから、「カッシン」「カミングス」では、巡航機としてレシプロ蒸気機関2基を搭載する構成が試みられた。これは嵌脱クラッチを介して低圧タービンと結合されており、16ノットまでは蒸気タービンを15ノット以下の巡航運転ではレシプロ蒸気機関を使用する方式であった。しかし機構が複雑化する上に期待ほどの効果がなかったことから、本級とオブライエン級の一部で用いられたのみであった。ボイラーはポールディング級と同様の重油専焼型で、ソーニクロフト缶、ノルマン缶、ヤーロー缶、ホワイト・フォスター缶が搭載された。
艦砲としては、本級より、新開発の50口径10.2cm砲が装備化された。従来の米海軍駆逐艦は50口径7.6cm砲を搭載しており、砲熕火力が弱体であることが指摘されていたが、これによって是正が実現した。当初は、700トン型の50口径7.6cm砲と同数の5門を搭載予定であったが、水雷火力の強化が優先されることになり、魚雷発射管を連装4基とするかわりに砲は4門に削減された。

## 同型艦
- カッシン (USS Cassin, DD-43)

由来の人物は、米英戦争中にタイコンデロガ号を率い、シャンプレーン湖の戦いで活躍したスティーブン・カッシン船長。
バス鉄工所にて1912年5月1日起工・1913年5月20日進水・1913年8月9日就役、1922年3月29日退役。沿岸警備隊に1924–33年従事後売却。
- カミングズ (USS Cummings, DD-44)

由来の人物は、南北戦争中にポート・ハドソン砲台との交戦で戦死したリッチモンド号乗組士官アンドリュー・B・カミングズ少佐。
バス鉄工所にて1912年5月21日起工・1913年8月6日進水・1913年9月19日就役、1922年6月23日退役。沿岸警備隊に1924–32年従事後売却。
- ダウンズ (USS Downes, DD-45)

由来の人物は、1830年代にマケドニアン号で世界一周遠征を行い、東南アジア方面の通商保護に従事したジョン・ダウンズ船長。
ニューヨーク造船所にて1912年6月27日起工・1913年11月8日進水・1915年2月11日就役、1922年6月6日退役。沿岸警備隊に1924–31年従事後売却。
- ダンカン (USS Duncan, DD-46)

由来の人物は、シャンプレーン湖の戦いに参戦し、1830年代にレキシントン号で南米遠征を行ったサイラス・ダンカン船長。
フォアリバー造船所にて1912年6月17日起工・1913年4月5日進水・1913年8月30日就役、1922年8月1日退役後売却。